# Callyspongia pallida
Callyspongia pallida är en svampdjursart som beskrevs av George John Hechtel 1965. Callyspongia pallida ingår i släktet Callyspongia och familjen Callyspongiidae.
Artens utbredningsområde är Jamaica. Inga underarter finns listade i Catalogue of Life.